# Waltheria operculata
Waltheria operculata är en malvaväxtart som beskrevs av Joseph Nelson Rose. Waltheria operculata ingår i släktet Waltheria och familjen malvaväxter. Inga underarter finns listade i Catalogue of Life.